# Jeux olympiques de Wenlock
Les Jeux olympiques de Wenlock (Wenlock Olympian Games), datant de 1850, sont les précurseurs des Jeux olympiques modernes. Ils sont organisés par la Société olympique de Wenlock (Wenlock Olympian Society ou WOS) et se tiennent chaque année en Angleterre dans le Shropshire, centré autour du bourg de Much Wenlock. Une des deux mascottes des Jeux d'été de 2012 était nommée Wenlock en l'honneur des Jeux olympiques de Wenlock.

## Histoire

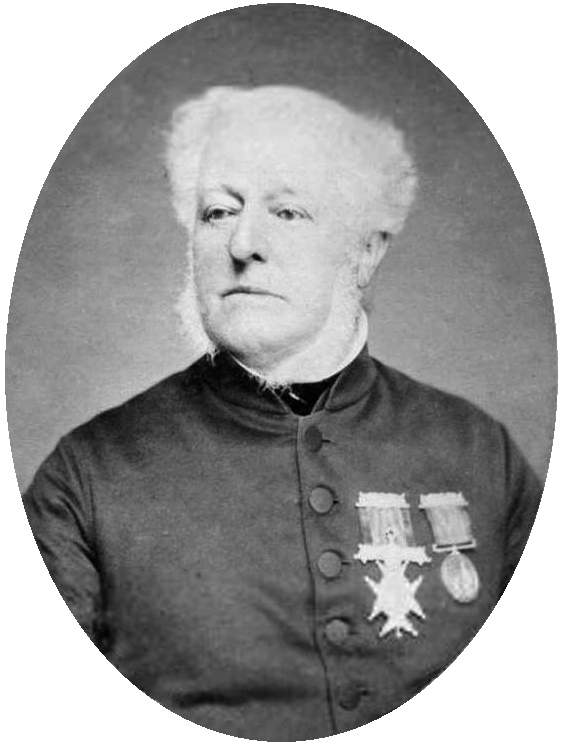
Le docteur William Penny Brookes, fondateur des Jeux olympiques de Wenlock.

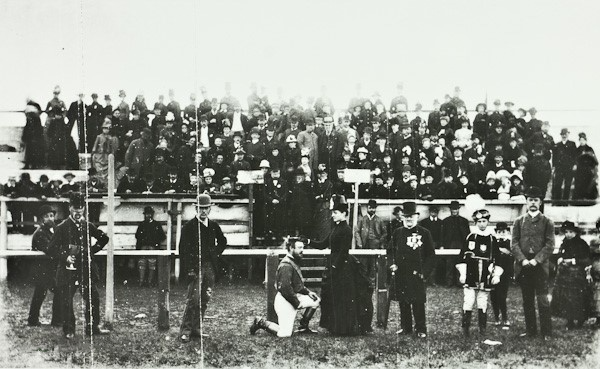
William Penny Brookes (debout avec les médailles, le haut de forme et le parapluie), aux Jeux olympiques de Wenlock, vers 1890.

Le 25 février 1850, la Wenlock Agricultural Reading Society (WARS) décida de créer une classe appelée The Olympian Class (la classe olympique) pour « la promotion de l'amélioration morale, physique et intellectuelle des habitants de la ville et du quartier de Wenlock et en particulier des classes ouvrières, par l'encouragement des loisirs de plein air et par l'attribution de prix chaque année lors de réunions publiques pour l'habileté dans les exercices sportifs et la maîtrise des réalisations intellectuelles et industrielles ». C'est le secrétaire de la classe, le docteur William Penny Brookes (en), médecin et chirurgien dans le vaste arrondissement de Wenlock, comprenant principalement les villes de Madeley, Broseley et Much Wenlock, qui a été le moteur de la création de ces événements.
La première réunion se tint au champ de course de Much Wenlock les 22 et 23 octobre 1850. Les premiers jeux étaient un mélange d'athlétisme et de sports traditionnels du pays tels que le quoits (en) sorte de jeu de palet, le football et le cricket. Les événements comprenaient également la course à pied, les haies et le cyclisme sur grand bi. Certains des premiers jeux comprenaient des jeux « amusants » tels que la course de brouette aux yeux bandés ou, en 1851, une « course de vieilles femmes » avec comme prix une livre de thé.
En 1859, l'Olympian Class de Wenlock envoya 10 £ à Athènes comme récompense pour le meilleur coureur de la longue course à pied aux Jeux olympiques de Záppas qui se tenaient en novembre de cette année-là, ouverts uniquement aux athlètes parlant grec. Le prix Wenlock, le plus grand prix offert, fut remporté par Petros Velissarios originaire de Smyrne (aujourd'hui Izmir) dans l'Empire ottoman, l'un des premiers olympiens internationaux.
En 1860, alors que les jeux eurent lieu malgré un « mauvais temps », le lieutenant-colonel Herbert Edwardes, que Brookes avait invité à prendre la parole lors des jeux, fit l'éloge de leur fondateur et du travail de la WARS, mais montra son désaccord avec l'influence grecque en suggérant publiquement que les jeux soient appelés « « The Shropshire Class of British Work and Play » (la classe du Shropshire du travail et des loisirs britanniques), ou tout ce que vous voudrez, mais que cela parle d'hommes et de femmes anglais, de garçons et de filles anglais ». Malgré cela, l'adjectif « olympique » est resté.
Suivant un conflit avec la WARS, en novembre 1860, l'Olympian Class de Wenlock se sépara de la WARS et changea son nom en Wenlock Olympian Society.
En 1861, après plusieurs années de travail de Brookes et de ses collègues, les Jeux olympiques du Shropshire furent introduits, avec leurs premiers jeux organisés à Wellington. Les premiers Jeux olympiques nationaux se tinrent à Londres en 1866 et ont été organisés par la National Olympian Association (NOA), cofondée par Brookes en 1865. La NOA a cessé ses activités en 1883.
Le baron Pierre de Coubertin a visité la Wenlock Olympian Society en 1890, qui a organisé un festival spécial en son honneur. Inspiré, en partie, du docteur Brookes, il créa par la suite le Comité international olympique. Brookes fut nommé délégué honoraire au Congrès de la Sorbonne de 1894 au cours duquel le CIO a été créé, bien qu'il n'ait pas pu y assister en raison de problèmes de santé. Les Jeux olympiques de Wenlock se sont poursuivis par intermittence après sa mort en 1895, avec une reprise significative en 1950 et 1977. La série actuelle se déroule depuis 1977 et a reçu la reconnaissance officielle du CIO et de l'Association olympique britannique (British Olympic Association ou BOA), illustrée par les visites de la princesse Anne pour la BOA en 1990 et de Juan Antonio Samaranch pour le CIO en 1994.
La mascotte des Jeux olympiques d'été de Londres en 2012 a été nommée Wenlock d'après le nom du bourg de Much Wenlock où la Société olympique de Wenlock et ses jeux ont commencé. Tandis que la mascotte des Jeux paralympiques d'été de 2012 fut nommé Mandeville en l'honneur de l'hôpital de Stoke Mandeville, où sont nés les Jeux paralympiques.
Les médailles décernées mettent en vedette Nike, la déesse grecque de la victoire, tout comme les médailles olympiques.
À la suite du décès inattendu du président Roy Rogers, le détenteur du record du monde de triple saut et médaillé d'or olympique, Jonathan Edwards, a été élu président du WOS en 2011.

## Épreuves
Les sports actuellement inclus aux Jeux olympiques de Wenlock, en 2024, sont les suivants : 
- Athlétisme
- Tir à l'arc
- Badminton
- Boulingrin
- Équitation
- Escrime
- Golf
- Hockey sur gazon
- Kwik cricket (en)
- Netball
- Course sur route
- Tennis

Des épreuves d'arts vivants, ouvertes aux participants d'âge scolaire, sont également proposées par la WOS. Elles sont regroupées dans trois catégories : 
- Musique
- Danse
- Discours et théâtre